# 外套 (小説)
「外套」（がいとう、露: Шинель）は、ニコライ・ゴーゴリの短編小説。1842年出版。
本作は近代ロシア文学の先駆けとなり、多くのロシア作家に影響を与えた。ドストエフスキーが、「我々は皆ゴーゴリの『外套』から生まれ出でたのだ」と語ったと言われるが、実際にはフランスの外交官ヴォギュエの言葉とされる。

## あらすじ
ペテルブルクに住む主人公アカーキイ・アカーキエウィッチ（父の名をつけられ、父称と名が同じ）は下級役人であった。仕事ぶりは真面目で、およそ小説の題材となりえるとは程遠い生活を送っていた。彼は修繕に修繕を重ね、同僚からは半纏と揶揄されるほど使い古された外套が、ついに修繕が不可能なことを知らされた。そこでアカーキイは外套を新調することにした。新調するには80ルーブリかかるが、それは大変な出費だった。預金や予想外の収入などにより、80ルーブリになんとか当てがつき、外套の代金が溜まった。新品の外套が手に入り、アカーキイは幸せな気持ちだった。およそ楽しみといったものはなく、仕事を機械的にこなすだけの日々だけだった彼にとって、それは画期的な大事件だった。それは同僚にも同じことで、新調した外套を着ていった日は、その話で役所中で持ちきりとなり、彼の外套のために祝杯をあげる騒ぎとなった。
ところがその帰り道で、大切な外套を追剥に奪われる。アカーキイは外套を取り戻そうと、警察署長や有力者に尽力してもらえるように頼む。どちらにも相手にしてもらえず、おまけに叱責されてしまう。これらのことが重なり、彼は熱に倒れて、外套のためにそのまま死んでしまう。
話はここで終わらなかった。アカーキイが亡くなった直後から、妙な噂が街に流れ始めた。夜な夜な官吏の格好をした幽霊が盗まれた外套を探して、道行く人から外套を追い剥ぐというものだった。一方、アカーキイ・アカーキエウィッチに外套を取り戻すよう頼まれたが叱責した有力者は、外套の男がどうなったかを部下に尋ね、既に病気で死んだことを知ると後悔した。ある日、有力者は愛人の家に向かう道中、件の幽霊に出会う。果たして、それはアカーキイだった。アカーキイは、いつぞやの有力者とわかると恨み言を言い、有力者の外套を奪う。その日から有力者は以前ほどの高慢な態度をとらなくなり、アカーキイの幽霊も姿を現さなくなった。その後、別の街で官吏の幽霊が見られると噂が流れ、実際に一人の巡査が目撃したが、その姿は背が大きく、大きな口ひげがある別の幽霊だったという。

## 主な日本語訳
- 『外套・鼻』（平井肇訳、岩波文庫、1949年 / 改版、2006年）
  - 外部リンクの青空文庫に全文掲載。
- 『外套』（吉原武安訳註、大学書林、1963年）
- 『外套・鼻』（吉川宏人訳、講談社文芸文庫、1999年）
- 『ペテルブルグ物語 ネフスキイ大通り・鼻・外套』（エイヘンバウム編、船木裕訳、群像社、2004年）
- 『鼻/外套/査察官』（浦雅春訳、光文社古典新訳文庫、2006年）
- 『外套』（児島宏子訳、未知谷、2009年）